# Disbetalipoproteïnèmia familiar
La disbetalipoproteïnèmia familiar o hiperlipoproteïnèmia de tipus III és una malaltia autosòmica recessiva caracteritzada per l'elevació de la concentració de colesterol i dels triacilglicerols en plasma. Això es deu a l'acumulació de lipoproteïnes de densitat intermèdia, una lipoproteïna derivada del catabolisme parcial de les lipoproteïnes de molt baixa densitat (VLDL, de l'anglès very low-density lipoprotein) molt similar a ella en mida però diferent en composició.
La prevalença de la disbetalipoproteïnèmia és d'un cas per cada 5.000 persones. És, doncs, una malaltia minoritària).

## Etiopatogènesi
Les lipoproteïnes de densitat intermèdia es produeixen de la manera següent durant la conversió de lipoproteïnes de molt baixa densitat a lipoproteïnes de baixa densitat:

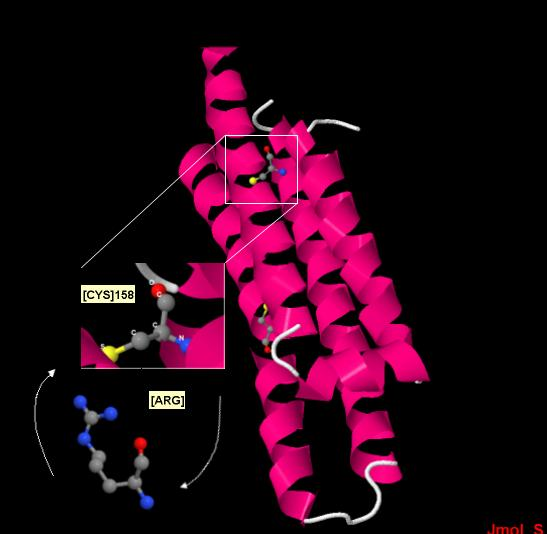
Estructura de la apolipoproteïna E2 mutant. S'observa un canvi en la posició 158 de l'aminoàcid arginina (Arg) per cisteïna (Cys)

1. Les lipoproteïnes de baixa densitat en sang contenen apolipoproteïnes (com l'apoB100 o l'apoE) i lípids.[2]
2. Als capil·lars del teixit muscular i adipós,[2] la lipoproteinlipasa hidrolitza parcialment la lipoproteïnes de molt baixa densitat i allibera àcids grassos i altres molècules. Alguns triacilglicerols no hidrolitzats són transferits a les HDL i intercanviats per èsters de colesterol.[2]
3. La molècula resultant és una lipoproteïnes de densitat intermèdia, que s'envia a la circulació. Conté fonamentalment apoB100, apoE i colesterol.
4. Una part de les lipoproteïnes de densitat intermèdia segueix patint hidròlisi. Quan tenen molt més colesterol que triacilglicerols, passen a anomenar-se lipoproteïnes de baixa densitat.

Les lipoproteïnes de densitat intermèdia no hidrolitzada són captades pel fetge (per endocitosi) i retirades de la circulació.
Per a això cal la intervenció de dos elements: el receptor de lipoproteïnes de baixa densitat dels hepatòcits i una apolipoproteïna de la lipoproteïna de densitat intermèdia, que fa de lligand. Problemes en aquests elements poden comportar una acumulació sanguínia de lipoproteïnes de densitat intermèdia i una consegüent hipercolesterolèmia greu amb xantomes, arterioesclerosi (per la formació de plaques d'ateroma) i problemes derivats (infarts, etc.).
La disbetalipoproteïnèmia és causada per una mutació en el gen de la apoE (cromosoma 19.), amb una expressió recessiva i amb al·lelomorfisme múltiple.
La malaltia es manifesta en homozigosi per a l'al·lel E2, que es diferencia del normal (E3) en el canvi de l'arginina158 per cisteïna. El tercer al·lel possible, E4, està relacionat amb altres malalties.
L'al·lel E2 codifica una apolipoproteïna que no s'uneix al receptor hepàtic de lipoproteïnes de baixa densitat (perquè té diferent estructura molecular, causada pel canvi en l'estructura primària, i no té prou afinitat).
En principi, com l'apoB100 (l'altra apolipoproteïna de les lipoproteïnes de densitat intermèdia) no és prou afí al receptor, el fetge esdevindria així incapaç de capturar lipoproteïnes de densitat intermèdia i s'acumularia en sang. Però només l'1 per cent dels homozigots té disbetalipoproteïnèmia. Això és així perquè existeixen mecanismes que supleixen aquest defecte, relacionats amb malalties metabòliques o altres trastorns (diabetis mellitus, obesitat, hipotiroïdisme). Si l'homozigot per a l'apoE2 té alguna altra malaltia lipídica o de les esmentades, no podrà retirar de la circulació les lipoproteïnes de densitat intermèdia i presentarà disbetalipoproteïnèmia.

## Signes i símptomes
Els símptomes poden no aparèixer fins als vint anys o més, gràcies a l'acció dels mecanismes naturals que els contraresten (acció de les HDL contra la formació de plaques d'ateroma, etc.). A partir d'aquesta edat es comencen a patir xantomes palmars de color groc-taronja, així com xantomes interdigitals i a parpelles o plantes dels peus.
També sorgeixen prematurament vasculopaties isquèmiques en les artèries femorals i les seves branques, el que determina l'aparició de claudicacions intermitents en les coronàries, les caròtides i l'aorta abdominal. Per això els pacients expressen la seva patologia mitjançant infarts de miocardi abans del normal, quadres d'ictus cerebral, gangrenes en extremitats inferiors i isquèmies intestinals.

## Diagnòstic
El diagnòstic s'associa a l'aparició de xantomes palmars i tuberosos a persones que tenen hipercolesterolèmia (nivells similars a 300 mg./dl) i hipertrigliceridèmia. Aproximadament el 80 per cent dels casos simptomàtics tenen els xantomes citats. Alguns autors aconsellen determinar el quocient de colesterol-lipoproteïnes de molt baixa densitat/triacilglicerols totals. Aquest fet donaria un quocient igual o superior a 0,3. La comprovació l'ofereix la troballa al lipidograma d'una banda beta ampla deguda a la presència de lipoproteïnes de densitat intermèdia que emigra entre els llocs beta i pre-beta.

## Tractament
La teràpia consisteix a controlar els nivells de colesterol, triacilglicerols i àcids grassos saturats i l'aparició d'afeccions subjacents com la diabetis o l'hipotiroïdisme. Comença sempre amb una estricta dieta baixa en greixos saturats, colesterol i consum d'alcohol. Si això no aconsegueix una disminució suficient caldrà començar el tractament farmacològic. Els principals fàrmacs utilitzats són: 
- Fibrats: derivats de l'àcid fíbric (àcid clorofenoxiisobutíric) utilitzats com a lligands capaços d'estimular els "receptors activats per proliferació de peroxisomes" (PPAR). Els més comuns són: Clomfibrat, Bezafibrat, Gemfibrozil, Fenofibrat. Controlen molts gens de diverses rutes del metabolisme lipídic. Aquests fàrmacs regulen l'expressió de PPARα associats amb una major activitat de la β-oxidació.[7][8] L'expressió de PPARγ indueix un augment en la síntesi de LPL[9] augmentant la degradació de TG en AGL (àcids grassos lliures) i glicerol, el que permetrà una entrada dels AGL al fetge per a l'adipogènesi[10][11] i una disminució del nivell de TG en  plasma.

- Segrestants d'àcids biliars com colestiramina, colestipol. S'utilitzen amb el propòsit de disminuir els alts nivells de colesterol. Eviten l'absorció dels àcids biliars en el lumen intestinal i provoquen la seva eliminació a nivell fecal. Això desencadena una disminució de la disponibilitat hepàtica d'àcids biliars, utilitzant més colesterol per a la síntesi d'aquests. Això provocarà una disminució del colesterol intrahepàtic, estimulant així l'expressió de receptors lipoproteïnes de baixa densitat, que farà augmentar la captació hepàtica i disminuir els nivells de lipoproteïnes de baixa densitat en sang.

- Ezetimiba, que inhibeix l'absorció del colesterol.

- Estatines, que són fàrmacs inhibidors de la 3-hidroxi-3-metilglutaril-CoA reductasa (HMG-CoA reductasa). Aquest enzim catalitza la formació de mevalonat a partir de HMG-CoA, que són metabòlits intermedis en la síntesi de colesterol. El bloqueig provocat en la síntesi hepàtica de colesterol produeix una activació de les proteïnes reguladores SREBP, fet que derivarà en un augment en l'expressió de receptors de lipoproteïnes de baixa densitat en l'hepatòcit.[12] Les Estatines són capaces de disminuir els nivells de colesterol total, triacilglicerols i lipoproteïnes de baixa densitat.[13] A més de l'Apoproteïna B. Del grup de les estatines, les més utilitzades són: Lovastatina, Pravastatina, Simvastatina, Fluvastatina, Atorvastatina i Rosuvastatina.[14]

- Àcid nicotínic:, que provoca un bloqueig de la lipòlisi en el teixit adipós, reduint les concentracions de C-lipoproteïnes de baixa densitat, C-lipoproteïnes de molt baixa densitat, colesterol total, apolipoproteïna B i TG, i augmentant les concentracions de C-HDL i APO A1.